# Guido Piovene
Guido Piovene (Vicenza, 1907 — Londres, 1974) va ser un escriptor i periodista italià.
Va treballar al Corriere della Sera i a La Stampa i va escriure bàsicament narrativa crítica amb el costumisme i literatura de viatges.

## Obra

### Novel·la
- Lettere di una novizia (1941)
- Pietà contro pietà (1946)
- I falsi redentori (1949)
- Le stelle fredde (1970)

### Literatura de viatges
- De America (1953)
- Viaggio in Italia (1957).

### Altres
- Idoli e ragione, recull d'articles apareguts entre el 1953 i el 1973